# راپیر (موشک)
 راپیر (به انگلیسی: Rapier) گونه‌ای موشک سطح‌به‌هوای کوتاه‌برد بریتانیایی است که از سال ۱۹۷۱ وارد خدمت نظامی در نیروی زمینی و نیروی هوایی پادشاهی بریتانیا شد. طراحی راپیر در دهه ۱۹۶۰ به‌عنوان یک سامانه موشکی متحرک برای پدافند هوایی ارتفاع پائین مراکز استراتژیک آغاز شد. نحوه طراحی راپیر کمی غیر معمول بود به این دلیل که از یک دوربین اپتیکی و یک سامانه هدایت موشک رادیویی برای ارسال دستور استفاده شد ولی به همین خاطر دقت این سامانه به قدری بالا رفت که نیاز به کلاهک‌های موشک نبود. همین دقت موشک باعث شد در نهایت جایگزین تمام سلاح‌های دفاع هوایی نیروی زمینی بریتانیا شد.
تا پیش از ورود راپیر به ارتش بریتانیا، دفاع هوایی بریتانیا با استفاده از توپ‌های ضدهوایی کوتاه‌برد و موشک‌های دوربرد اینگیلیش الکتریک تاندربرد تأمین می‌شد. در آن دوران تهدیدات هوایی احتمالی از حملات استراتژیک ارتفاع متوسط به حملات ضربتی ارتفاع پائین تغییر حالت می‌داد و قابلیت واکنش سریع این سامانه و مانورپذیری بالای موشک‌های راپیر آن را به جنگ‌افزار مناسبی برای مقابله با این نوع تهدیدات تبدیل می‌کرد.
علاوه‌بر بریتانیا، کشورهای دیگری از جمله ایران نیز از جمله کاربران این سامانه موشکی هستند. ایران یک مدل شنی‌دار خودرو راپیر را نیز سفارش داده بود که با وقوع انقلاب این سفارش لغو و محصول به ارتش بریتانیا تحویل داده شد. تعدادی از این راپیرهای خودکششی که با شاسی نفربر معروف ام۱۱۳ ساخته شده بودند در عملیات طوفان صحرا برای آزادسازی کویت به کارگرفته شدند تا دفاع هوایی هنگ‌های زرهی مسلح به تانک چلنجر ۱ نیروی زمینی بریتانیا را تأمین کنند. این موشک به‌طور مداوم بهینه‌سازی شده و هنوز هم در خدمت فعال نظامی در بریتانیا و کشورهای دیگر از جمله ایران قرار دارد.
هدایت موشک راپیر از طریق اپراتور با دوربین چشمی صورت می‌گیرد که البته مدل‌های پیشرفته‌تر آن از هدایت راداری استفاده می‌کنند. وزن این موشک ۴۵ کیلوگرم، طول آن ۲۳۲ سانتی‌متر و قطر موشک ۱۳۳ میلی‌متر است. سرعت موشک به ۲.۵ ماخ می‌رسد و برد مفید آن حداقل ۴۰۰ و حداکثر ۶,۸۰۰ متر است و توانایی رسیدن به سقف ارتفاع ۳,۰۰۰ متری را دارد.

## کاربران
ایران
- ۴۵ سیستم و ۱۲۵۰ موشک در سال‌های ۳-۱۹۷۲ در قراردادی به ارزش ۴۷ میلیون پوند و ۳۰ سیستم و ۹۵۰ موشک همراه با رادارهای بلیندفایر در ۱۹۷۵ دریافت شد[۲]

 کنیا
- نیروی هوایی

 اندونزی
- نیروی زمینی

 سنگاپور

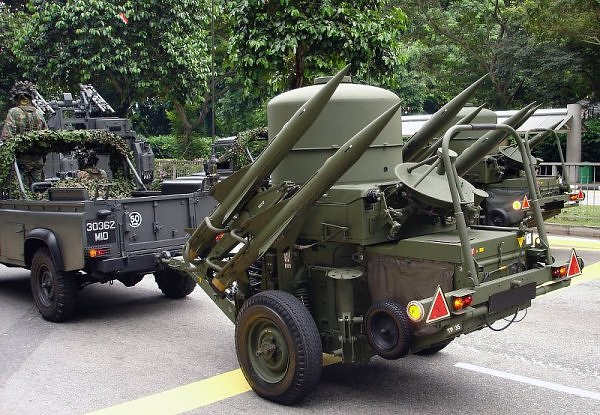
یک سیستم راپیر، نیروی هوایی سنگاپور

- نیروی هوایی - ۱۲ سیستم در سال‌های ۳-۱۹۸۲

 ترکیه
- نیروی هوایی - ۳۶ سیستم همراه با ۱۲ رادار بلیندفایر در قراردادی به ارزش ۱۴۶ میلیون دلار بین سال‌های ۱۹۸۳ تا ۸۵ خریداری شد

 سوئیس
- نیروی هوایی

 امارات متحده عربی
- نیروی زمینی

 بریتانیا
- نیروی زمینی - نیروی هوایی

 زامبیا
- ۱۲ سیستم در قراردادی در سال ۱۹۷۱ به ارزش ۱۵ میلیون دلار خریداری شد

## کاربران سابق
استرالیا
- ۲۰ سیستم در قراردادی به ارزش ۴۴ میلیون دلار در سال‌های ۱۹۷۸ تا ۸۱ دریافت شد

 لیبی
 ایالات متحده آمریکا
نیروی هوایی: ۳۲ سیستم بر اساس قراردادی در سال ۱۹۸۱ برای دفاع از پایگاه‌های هوایی آمریکا در بریتانیا خریداری شد و توسط بریتانیایی‌ها هم اداره می‌شد